# Municipio de Buncombe
El municipio de Buncombe (en inglés: Buncombe Township) es un municipio ubicado en el condado de Sioux en el estado estadounidense de Iowa. En el año 2020 tenía una población de 2182 habitantes y una densidad poblacional de 69,76 personas por km².

## Geografía
El municipio de Buncombe se encuentra ubicado en las coordenadas 43°1′47″N 96°28′47″O / 43.02972, -96.47972. Según la Oficina del Censo de los Estados Unidos, el municipio tiene una superficie total de 31.28 km², de la cual 30,97 km² corresponden a tierra firme y (1 %) 0.31 km² es agua.

## Demografía
Según el censo de 2010, había 2032 personas residiendo en el municipio de Buncombe. La densidad de población era de 64,95 hab./km². De los 2032 habitantes, el municipio de Buncombe estaba compuesto por el 88,39 % blancos, el 0,34 % eran afroamericanos, el 0,59 % eran amerindios, el 0,15 % eran asiáticos, el 9,6 % eran de otras razas y el 0,94 % eran de una mezcla de razas. Del total de la población el 17,18 % eran hispanos o latinos de cualquier raza.